# 마쓰이 아쓰시
마쓰이 아쓰시(일본어: 松井 淳, 1925년 5월 2일 ~ )는 일본의 전 프로 야구 선수이자 야구 지도자이다. 오사카부 출신이며 현역 시절 포지션은 포수였다.

## 인물
오사카 중학교(현: 사립 오사카 고등학교)와 요코하마 전문학교(현: 가나가와 대학)를 졸업하고 다이요 어업을 거쳐 1949년 난카이 호크스에 입단했다. 1년째부터 쓰쓰이 게이조의 대기 포수로 기용돼 9경기에서 선발 출전했다. 그 후에는 점점 출전 기회가 늘어났고 1953년에는 개막 직후부터 주전 포수 자리를 차지했다. 그 해에는 처음으로 규정 타석(21위, 타율 0.273)을 채웠고 베스트 나인에도 선정됐다. 또한 그 해부터 2년 연속 올스타전에도 출전했다. 1955년까지 주전 포수 자리를 지켰지만 1956년에는 노무라 가쓰야에게 포지션을 양보했고 1958년을 끝으로 현역 생활을 은퇴했다. 이후에는 친정팀인 난카이에서 코치를 맡았다.
포수로서의 수비력은 노무라로부터 “나 자신보다 몇 배 더 잘했다. 타격에 악영향이 있는 부상을 입을 때마다 ‘변경된 것은 틀림없어!’라고 무서웠다”라고 평가했다.

## 상세 정보

### 출신 학교
- 오사카 중학교(현: 사립 오사카 고등학교)
- 요코하마 전문학교(현: 가나가와 대학)

### 선수 경력
- 다이요 어업
- 난카이 호크스(1949년 ~ 1958년)

### 지도자 경력
- 난카이 호크스 코치(1961년 ~ 1967년)

### 수상·타이틀 경력
- 베스트 나인 : 1회(1953년) ※포수 부문

### 개인 기록
- 올스타전 출장 : 2회(1953년, 1954년)

### 등번호
- 25(1949년 ~ 1958년)
- 51(1961년 ~ 1965년)
- 60(1966년 ~ 1967년)

### 연도별 타격 성적
| 연 도       | 소 속       | 경 기 | 타 석 | 타 수 | 득 점 | 안 타 | 2 루 타 | 3 루 타 | 홈 런 | 루 타 | 타 점 | 도 루 | 도 루 자 | 희 생 번 | 희 생 플 | 볼 넷 | 고 4 | 사 구 | 삼 진 | 병 살 타 | 타 율 | 출 루 율 | 장 타 율 | O P S |
| ----------- | ----------- | ----- | ----- | ----- | ----- | ----- | ------- | ------- | ----- | ----- | ----- | ----- | -------- | -------- | -------- | ----- | ---- | ----- | ----- | -------- | ----- | -------- | -------- | ----- |
| 1949년      | 난카이      | 37    | 59    | 58    | 4     | 10    | 1       | 2       | 0     | 15    | 8     | 0     | 0        | 0        | --       | 1     | --   | 0     | 3     | --       | .172  | .186     | .259     | .445  |
| 1950년      | 난카이      | 64    | 142   | 138   | 16    | 37    | 6       | 0       | 2     | 49    | 14    | 6     | 2        | 0        | --       | 3     | --   | 1     | 8     | 8        | .268  | .289     | .355     | .644  |
| 1951년      | 난카이      | 51    | 118   | 113   | 9     | 30    | 4       | 1       | 0     | 36    | 7     | 2     | 0        | 1        | --       | 4     | --   | 0     | 12    | 7        | .265  | .291     | .319     | .609  |
| 1952년      | 난카이      | 77    | 187   | 184   | 20    | 45    | 9       | 1       | 1     | 59    | 23    | 2     | 0        | 1        | --       | 2     | --   | 0     | 21    | 6        | .245  | .253     | .321     | .573  |
| 1953년      | 난카이      | 107   | 343   | 330   | 26    | 90    | 14      | 1       | 0     | 106   | 27    | 6     | 2        | 2        | --       | 9     | --   | 2     | 36    | 8        | .273  | .296     | .321     | .617  |
| 1954년      | 난카이      | 127   | 413   | 395   | 33    | 100   | 21      | 1       | 3     | 132   | 36    | 2     | 1        | 4        | 3        | 11    | --   | 0     | 54    | 11       | .253  | .273     | .334     | .608  |
| 1955년      | 난카이      | 109   | 290   | 278   | 21    | 68    | 8       | 1       | 3     | 87    | 21    | 2     | 1        | 2        | 0        | 9     | 1    | 1     | 38    | 6        | .245  | .271     | .313     | .584  |
| 1956년      | 난카이      | 80    | 162   | 157   | 10    | 38    | 2       | 0       | 0     | 40    | 9     | 1     | 1        | 1        | 0        | 4     | 0    | 0     | 18    | 2        | .242  | .261     | .255     | .516  |
| 1957년      | 난카이      | 11    | 10    | 10    | 1     | 1     | 0       | 0       | 0     | 1     | 1     | 0     | 0        | 0        | 0        | 0     | 0    | 0     | 4     | 0        | .100  | .100     | .100     | .200  |
| 1958년      | 난카이      | 16    | 40    | 39    | 2     | 9     | 0       | 0       | 0     | 9     | 4     | 0     | 0        | 0        | 0        | 1     | 0    | 0     | 5     | 1        | .231  | .250     | .231     | .481  |
| 통산 : 10년 | 통산 : 10년 | 679   | 1764  | 1702  | 142   | 428   | 65      | 7       | 9     | 534   | 150   | 21    | 7        | 11       | 3        | 44    | 1    | 4     | 199   | 49       | .251  | .272     | .314     | .586  |